# Boosie Badazz
Boosie Badazz (* 14. November 1982 als Torrence Hatch in Baton Rouge, Louisiana), bis 2014 bekannt als Lil Boosie, ist ein US-amerikanischer Rapper.

## Werdegang
Boosie Badazz ist bei dem Label Trill Entertainment, das von Pimp C gegründet wurde, unter Vertrag. Im Sommer 2003 brachte er mit seinem Labelkollegen Webbie das Album Ghetto Stories heraus. Ein Jahr später erschien vom selben Duo das Album Gangsta Musik. Sein erstes Album Bad Azz erschien im Oktober 2006. Survival of the Fittest, das Mixtape mit seinen Labelkollegen Webbie, Foxx und Trill Fam, erschien im Mai 2007.
Im Herbst 2009 wurde er zu einer Gefängnisstrafe von zehn Jahren verurteilt. Die Strafe war wegen Cannabis- und illegalem Waffenbesitz erfolgt und wurde nach zehn Monaten Gefängnisaufenthalt zu einer Bewährung von zwei bis fünf Jahren ausgesetzt. Während seiner Bewährungszeit durfte er nicht straffällig werden und wurde regelmäßigen Drogentests unterzogen.
Er wurde auch angeklagt, einen Mord begangen zu haben, wurde jedoch im Mai 2012 für nicht schuldig befunden. In einem separaten Verfahren, in dem er beschuldigt worden war, größere Mengen an Marihuana, Tabletten und Kokain ins Gefängnis geschmuggelt zu haben, bekannte er sich schuldig und wurde zu acht Jahren Haft verurteilt. Er verbüßte seine Strafe im Dixon Correctional Institut. Im März 2014 wurde er frühzeitig aus dem Gefängnis entlassen. 
2015 wurde bei dem damals 33-jährigen Rapper Nierenkrebs diagnostiziert. 2021 machte er Schlagzeilen nach homophoben Äußerungen im amerikanischen Radio.

## Diskografie
Alben
- 2000: Youngest of da Camp
- 2002: For My Thugz
- 2003: Ghetto Stories (mit Webbie)
- 2003: Ghetto Stories: The Swishahouse Mix (mit Webbie)
- 2005: Gangsta Musik (mit Webbie)
- 2004: Trill Azz Mixtape Vol.1 (mit Webbie)
- 2004: Trill Azz Mixtape Vol.1 (Chopped & Screwed) (mit Webbie)
- 2004: Trill Azz Mixtape Vol.2
- 2004: Youngest of da Camp
- 2005: United We Stand, Divided We Fall (mit Lava House)
- 2005: Street Code (mit Pat Lowrenzo)
- 2005: Both Sides of the Track (mit South Coast Coalition)
- 2006: Louisiana Purchase (mit Juvenile)
- 2006: Bad Azz
- 2007: Bad Azz Mixtape
- 2007: Bad Azz Mixtape Vol.2
- 2007: Ratchetified in da Ghetto Vol.1 (mit Lava House)
- 2007: Life Stories
- 2007: Lil' Boosieanna
- 2007: Survival of the Fittest (mit Webbie, Foxx & Trill Fam)
- 2008: Da Beginning (Mixtape)
- 2008: Lil' Boosieanna Part.2
- 2008: Lil' Boosieanna Part.3
- 2008: Product of My Environment
- 2009: Superbad: The Return of Boosie Bad Azz
- 2010: Incarcerated
- 2010: 4 Walls to a Cell

als Boosie Badazz
- 2015: Touchdown 2 Cause Hell
- 2015: In My Feelings (Goin’ Thru It)
- 2016: Out My Feeling in My Past
- 2016: Thug Talk
- 2017: BooPac

Singles
- 2019: Nasty, Nasty (mit Mulatto, US: Gold)[8]
- 2021: Period (US: Gold)

Gastbeiträge
- 2018: That’s On Me (Yella Beezy feat. 2 Chainz, T.I., Rich the Kid, Jeezy, Boosie Badazz & Trapboy Freddy, US: Gold)
- 2018: Everybody (MO3 feat. Boosie Badazz, US: Platin)

## Auszeichnungen
- 2008: Club Banger of the Year (Independent)
- 2007: Best Rap Album (Bad Azz) (nominiert)
- 2007: Best Breakthrough Artist